# سم گلگر (زاده ۱۹۹۵)
سم گلگر (انگلیسی: Sam Gallagher؛ زادهٔ ۱۵ سپتامبر ۱۹۹۵) بازیکن فوتبال اهل بریتانیا است.
از باشگاه‌هایی که در آن بازی کرده‌است می‌توان به باشگاه فوتبال ساوت‌همپتون و باشگاه فوتبال میلتون کینز دونز اشاره کرد.
وی همچنین در تیم‌های ملی فوتبال زیر ۱۹ سال اسکاتلند، زیر ۱۹ سال انگلیس و زیر ۲۰ سال انگلیس بازی کرده‌است.